# Pablo Trapero
Pablo Trapero (San Justo, 4 d'octubre de 1971) és un director de cinema argentí. És un dels màxims exponents del nou cinema argentí sorgit a mitjan anys noranta. Les seves pel·lícules són de tall realista, retrata gent comuna desenvolupant activitats quotidianes i destaca les injustícies del context socioeconòmic de la societat en la qual viuen els seus protagonistes. És membre fundador de la Academia de las Artes y Ciencias Cinematográficas de la Argentina i va integrar la seva primera comissió directiva.

## Biografia
Va estudiar en la Universitat del Cinema. Va començar la seva carrera amb la realització d'alguns curts, fins que va realitzar el seu primer llargmetratge, Mundo grúa, el 1998. La pel·lícula li va valer el guardó al millor director en la primera edició del Festival Internacional de Cinema Independent de Buenos Aires l'any 1999.
Després de Mundo grúa, el 2002 va realitzar El bonaerense, en la qual aborda els temes de la inseguretat i de la desocupació, narrats dins del marc de la corrupció policial. El film no sols és una mera crítica a la policia sinó que a més mostra les injustes relacions laborals dels sotsoficials i com són maltractats moltes vegades cruelment pels seus superiors. La cuidada estètica de El bonaerense, amb l'agregat d'un bon maneig dels temps, l'han transformat en una de les obres més importants del cinema argentí.
El 2004 va realitzar Familia rodante, una road movie amb tints de comèdia. Ha actuat, a més, com a productor i guionista.
En 2011 va obtenir el Premi Konex - Diploma al Mèrit com un dels 5 millors directors cinematogràfics de la dècada de l'Argentina.
En 2015 va ser distingit a França com a cavaller de l'Orde de les Arts i les Lletres. El gener de 2019 fou contractat per HBO per rodar l'adaptació televisiva de Patria de Fernando Aramburu, però el febrer de 2019 fou acomiadat del projecte.

## Filmografia

### Curtmetratges
- 1992: Mocoso malcriado (16mm, producció, guió i direcció)
- 1995: Negocios (16 mm, producció, guió y dirección)
- 2001: Naikor (documental, DV CAM, producció, guió i direcció)
- 2010: Nómade (guió i direcció)
- 2011: Jam Session, el dimarts de Siete días en La Habana (guió i direcció)

### Llargmetratges
| Any  | Pel·lícula          | Director | Guionista | Productor | Altres  | Notes                                                       |
| ---- | ------------------- | -------- | --------- | --------- | ------- | ----------------------------------------------------------- |
| 1999 | Mundo grúa          | Yes      | Yes       | Yes       | No fet! |                                                             |
| 2002 | El bonaerense       | Yes      | Yes       | Yes       | No fet! |                                                             |
| 2004 | Familia rodante     | Yes      | Yes       | Yes       | No fet! |                                                             |
| 2006 | Nacido y criado     | Yes      | Yes       | Yes       | Yes     | Muntatge                                                    |
| 2008 | Leonera             | Yes      | Yes       | Yes       | Yes     | Muntatge                                                    |
| 2010 | Carancho            | Yes      | Yes       | Yes       | Yes     | Muntatge, actor                                             |
| 2011 | 7 días en La Habana | Yes      | Yes       | Yes       | Yes     | Muntatge, productor executiu (segment Martes: Jam Session). |
| 2012 | Elefante blanco     | Yes      | Yes       | Yes       | Yes     | Muntatge                                                    |
| 2015 | El Clan             | Yes      | Yes       | Yes       | No fet! |                                                             |
| 2018 | La Quietud          | Yes      | Yes       | Yes       | Yes     | Muntatge.                                                   |

## Premis i nominacions

### Premis Goya
| Any  | Categoria                        | Treball Nominat | Resultat  |
| ---- | -------------------------------- | --------------- | --------- |
| 2000 | Millor pel·lícula iberoamericana | Mundo grúa      | Nominat   |
| 2016 | Millor pel·lícula iberoamericana | El Clan         | Guanyador |

### Premis Ariel
| Any  | Categoria                        | Treball Nominat | Resultat  |
| ---- | -------------------------------- | --------------- | --------- |
| 2009 | Millor pel·lícula iberoamericana | Leonera         | Guanyador |
| 2016 | Millor pel·lícula iberoamericana | El Clan         | Nominat   |

### Premis Còndor de Plata
| Any  | Categoria            | Treball Nominat | Resultat  |
| ---- | -------------------- | --------------- | --------- |
| 2000 | Millor pel·lícula    | Mundo grúa      | Nominat   |
| 2000 | Millor director      | Mundo grúa      | Nominat   |
| 2000 | Millor guió original | Mundo grúa      | Nominat   |
| 2000 | Millor opera prima   | Mundo grúa      | Guanyador |
| 2003 | Millor pel·lícula    | El bonaerense   | Nominat   |
| 2003 | Millor director      | El bonaerense   | Nominat   |
| 2003 | Millor guió original | El bonaerense   | Nominat   |
| 2007 | Millor pel·lícula    | Nacido y criado | Nominat   |
| 2007 | Millor director      | Nacido y criado | Nominat   |
| 2009 | Millor pel·lícula    | Leonera         | Nominat   |
| 2009 | Millor director      | Leonera         | Nominat   |
| 2009 | Millor guió original | Leonera         | Nominat   |
| 2009 | Millor muntatge      | Leonera         | Nominat   |
| 2011 | Millor pel·lícula    | Carancho        | Guanyador |
| 2011 | Millor director      | Carancho        | Guanyador |
| 2011 | Millor guió original | Carancho        | Nominat   |
| 2011 | Millor muntatge      | Carancho        | Guanyador |
| 2013 | Millor pel·lícula    | Elefante blanco | Nominat   |
| 2013 | Milloe director      | Elefante blanco | Nominat   |
| 2013 | Millor guió original | Elefante blanco | Nominat   |
| 2013 | Millor muntatge      | Elefante blanco | Nominat   |
| 2016 | Millor pel·lícula    | El Clan         | Nominat   |
| 2016 | Millor director      | El Clan         | Nominat   |
| 2016 | Millor muntatge      | El Clan         | Guanyador |

### Premis Sur
| Any  | Categoria            | Treball Nominat | Resultat |
| ---- | -------------------- | --------------- | -------- |
| 2008 | Millor pel·lícula    | Leonera         | Nominat  |
| 2008 | Millor director      | Leonera         | Nominat  |
| 2008 | Millor guió original | Leonera         | Nominat  |
| 2008 | Millor muntatge      | Leonera         | Nominat  |
| 2010 | Millor pel·lícula    | Carancho        | Nominat  |
| 2010 | Més ben director     | Carancho        | Nominat  |
| 2010 | Millor guió original | Carancho        | Nominat  |
| 2010 | Millor muntatge      | Carancho        | Nominat  |
| 2012 | Millor pel·lícula    | Elefante blanco | Nominat  |
| 2012 | Millor director      | Elefante blanco | Nominat  |
| 2012 | Millor guió original | Elefante blanco | Nominat  |
| 2012 | Millor muntatge      | Elefante blanco | Nominat  |
| 2015 | Millor pel·lícula    | El Clan         | Nominat  |
| 2015 | Millor director      | El Clan         | Nominat  |
| 2015 | Millor guió original | El Clan         | Nominat  |

### Premis Platino
| Any  | Categoria                   | Pel·lícula | Resultat |
| ---- | --------------------------- | ---------- | -------- |
| 2016 | Millor Director             | El Clan    | Nominat  |
| 2016 | Millor direcció de Muntatge | El Clan    | Nominat  |